# Tmarus parallelus
Tmarus parallelus là một loài nhện trong họ Thomisidae.
Loài này thuộc chi Tmarus. Tmarus parallelus được Cândido Firmino de Mello-Leitão miêu tả năm 1943.